# Ribeiria
Ribeiria Sharpe, 1853 è un genere di molluschi vissuti tra il Cambriano e il tardo Ordoviciano. È l'unico genere della famiglia Ribeiridae.

## Biologia
I Riberidae iniziano la loro vita, come una piccola larva che cresce in due valve fino all'età adulta. Le bivalve si differenziano da queste conchifere primitive il loro guscio aveva le due valve rigidamente saldate,così quando crescevano la giuntura delle due valve doveva essere periodicamente rotta.
Caratteristica principale dei Riberidae sta nel fatto che avevano una giuntura in cui tutti gli strati di accrescimento della conchiglia erano coperti dalla regione dorsale, causando un guscio molto rigido.